# Mount Bewsher
Mount Bewsher är ett berg i Antarktis. Det ligger i Östantarktis. Australien gör anspråk på området. Toppen på Mount Bewsher är 1 973 meter över havet.
Terrängen runt Mount Bewsher är huvudsakligen lite kuperad. Trakten är obefolkad. Det finns inga samhällen i närheten. 